# 鳞头树莺
鳞头树莺（学名：[Cettia squameiceps] 错误：{{Lang}}：文本有斜体标记（帮助））为鶲科树莺属的鸟类。在中国大陆，分布于东北、河北、山东、四川、江苏、湖南、福建、云南、广东、海南等地。该物种的模式产地在广东。